# Българо-руска финансова конвенция (1883)
Българо-руската финансова конвенция от 16 юни 1883 година урежда размера и начина на погасяване на окупационния дълг на Княжество България към Русия. Съгласно конвенцията България трябва да изплати 10 618 000 рубли без всякакви лихви в срок до 1896 година, като вноските бъдат депозирани в Българската народна банка. Поради финансовите затруднения на държавата, издължаването се проточва до 1902 година.